# Filmjahr 1961
Liste der Filmjahre

◄◄ | ◄ | 1957 | 1958 | 1959 | 1960 | Filmjahr 1961 | 1962 | 1963 | 1964 | 1965 | ► | ►►

Weitere Ereignisse

## Ereignisse
- 20. Januar – Die Ehe zwischen Marilyn Monroe und Arthur Miller wird nach 4½ Jahren Ehe geschieden.
- 1. Februar – Uraufführung von Misfits – Nicht gesellschaftsfähig (Regie: John Huston). Für diese nach einem Drehbuch von Arthur Miller entstandene Produktion standen sowohl Marilyn Monroe als auch Clark Gable zum letzten Mal vor der Kamera. Gable erlebte die Premiere nicht mehr.
- 17. April – Bei der Oscarverleihung ist Billy Wilders Spielfilm Das Appartement mit Jack Lemmon und Shirley MacLaine mit fünf Academy Awards der große Gewinner. Er erhält unter anderem den Oscar für den besten Film und die beste Regie.
- 18. Mai – Bei den 14. Internationalen Filmfestspielen von Cannes wird Luis Buñuels Spielfilm Viridiana, der drei Tage später im franquistischen Spanien verboten wird, mit der Goldenen Palme ausgezeichnet.
- 20. Dezember – Uraufführung von Scheidung auf italienisch (Regie: Pietro Germi), des ersten Films der Commedia all’italiana.
- Sieger der BRAVO Otto Leserwahl 1961:
  - Kategorie – männlicher Filmstar: Gold O. W. Fischer, Silber Hansjörg Felmy, Bronze Rock Hudson
  - Kategorie – weiblicher Filmstar: Gold Ruth Leuwerik, Silber Sabine Sinjen, Bronze Liselotte Pulver

## Top 10 der erfolgreichsten Filme

### In Deutschland
Die zehn erfolgreichsten Filme an den deutschen Kinokassen nach Besucherzahlen:
| Platz |                                                | Besucher  |
| ----- | ---------------------------------------------- | --------- |
| 1.    | Unsere tollen Tanten                           | 6.481.000 |
| 2.    | Via Mala                                       | 5.761.000 |
| 3.    | Mariandl                                       | 5.074.000 |
| 4.    | Die Abenteuer des Grafen Bobby                 | 4.806.000 |
| 5.    | Der fliegende Pauker                           | 4.485.000 |
| 6.    | Saison in Salzburg                             | 4.228.000 |
| 7.    | Am Sonntag will mein Süßer mit mir segeln gehn | 3.694.000 |
| 8.    | Die glorreichen Sieben                         | 3.598.000 |
| 9.    | Adieu, Lebewohl, Goodbye                       | 3.568.000 |
| 10    | Das Geheimnis der gelben Narzissen             | 3.500.000 |

### In den USA
Die zehn erfolgreichsten Filme an den US-amerikanischen Kinokassen nach Einspielergebnis.
| Platz | Filmtitel                                 | Einspielergebnis in US-Dollar |       |
| ----- | ----------------------------------------- | ----------------------------- | ----- |
| 1.    | West Side Story                           | 19.645.000                    | [ 2 ] |
| 2.    | Die Kanonen von Navarone                  | 13.000.000                    | [ 3 ] |
| 3.    | El Cid                                    | 12.000.000                    | [ 3 ] |
| 4.    | Die Vermählung ihrer Eltern geben bekannt | 9.300.000                     | [ 4 ] |
| 5.    | Der fliegende Pauker                      | 9.000.000                     | [ 4 ] |
| 6.    | König der Könige                          | 8.000.000                     | [ 5 ] |
| 7.    | Ein Pyjama für zwei                       | 7.625.000                     | [ 6 ] |
| 8.    | 101 Dalmatiner                            | 6.200.000                     | [ 7 ] |
| 9.    | Das süße Leben                            | 6.000.000                     | [ 4 ] |
| 10.   | Happy End im September                    | 5.772.000                     | [ 6 ] |

## Filmpreise

### Golden Globe Award
Am 16. März findet im Beverly Hilton Hotel die Golden-Globe-Verleihung statt.
- Bestes Drama: Spartacus von Stanley Kubrick
- Bestes Musical: Nur wenige sind auserwählt von Charles Vidor und George Cukor
- Beste Komödie: Das Appartement von Billy Wilder
- Bester Schauspieler (Drama): Burt Lancaster in Elmer Gantry
- Beste Schauspielerin (Drama): Greer Garson in Sunrise at Campobello
- Bester Schauspieler (Musical/Komödie): Jack Lemmon in Das Appartement
- Beste Schauspielerin (Musical/Komödie): Shirley MacLaine in Das Appartement
- Bester Nebendarsteller: Sal Mineo in Exodus
- Beste Nebendarstellerin: Janet Leigh in Psycho
- Bester Regisseur: Jack Cardiff für Söhne und Liebhaber
- Cecil B. DeMille Award: Fred Astaire

### Academy Awards
Die Oscarverleihung findet am 17. April im Santa Monica Civic Auditorium in Santa Monica statt. Moderator ist Bob Hope.
- Bester Film: Das Appartement von Billy Wilder
- Bester Hauptdarsteller: Burt Lancaster in Elmer Gantry
- Beste Hauptdarstellerin: Elizabeth Taylor in Telefon Butterfield 8
- Bester Regisseur: Billy Wilder für Das Appartement
- Bester Nebendarsteller: Peter Ustinov in Spartacus
- Beste Nebendarstellerin: Shirley Jones in Elmer Gantry
- Bestes Originaldrehbuch: Billy Wilder und I. A. L. Diamond für Das Appartement
- Bestes Drehbuch nach einer literarischen Vorlage: Richard Brooks für Elmer Gantry
- Beste Musik: Ernest Gold für Exodus
- Bester fremdsprachiger Film: Die Jungfrauenquelle von Ingmar Bergman

Vollständige Liste der Preisträger

### Internationale Filmfestspiele von Cannes 1961
Das Festival in Cannes findet vom 3. Mai bis zum 18. Mai statt. Die Jury unter Präsident Jean Giono wählt folgende Preisträger aus:
- Goldene Palme: Noch nach Jahr und Tag von Henri Colpi und Viridiana von Luis Buñuel
- Bester Schauspieler: Anthony Perkins in Lieben Sie Brahms?
- Beste Schauspielerin: Sophia Loren in Und dennoch leben sie
- Bester Regisseur: Julija Solntsewa für Flammende Jahre
- Jury Spezialpreis: Mutter Johanna von den Engeln von Jerzy Kawalerowicz

### Internationale Filmfestspiele Berlin 1961
Das Festival in Berlin findet vom 23. Juni bis zum 4. Juli statt. Die Jury wählt folgende Preisträger aus:
- Goldener Bär: Die Nacht von Michelangelo Antonioni
- Bester Schauspieler: Peter Finch in Und morgen alles
- Beste Schauspielerin: Anna Karina in Eine Frau ist eine Frau
- Bester Regisseur: Bernhard Wicki für Das Wunder des Malachias

### Filmfestspiele von Venedig
Das Festival in Venedig findet vom 20. August bis zum 3. September statt. Die Jury wählt folgende Preisträger aus:
- Goldener Löwe: Letztes Jahr in Marienbad von Alain Resnais
- Bester Schauspieler: Toshirō Mifune in Yojimbo – Der Leibwächter
- Beste Schauspielerin: Suzanne Flon in Der Kriegsverweigerer

### British Film Academy Award
- Bester Film: Das Appartement von Billy Wilder
- Bester britischer Darsteller: Peter Finch für Der Mann mit der grünen Nelke
- Bester ausländischer Darsteller: Jack Lemmon für Das Appartement
- Beste britische Darstellerin: Rachel Roberts für Samstagnacht bis Sonntagmorgen
- Beste ausländische Darstellerin: Shirley MacLaine für Das Appartement

### Étoile de Cristal
- Bester Film: Lola, das Mädchen aus dem Hafen von Jacques Demy
- Bester Darsteller: Jean-Paul Belmondo in Außer Atem
- Beste Darstellerin: Anouk Aimée in Das süße Leben
- Bester ausländischer Film: Die mit der Liebe spielen von Michelangelo Antonioni
- Bester ausländischer Darsteller: Anthony Perkins in Psycho
- Beste ausländische Darstellerin: Monica Vitti in Die mit der Liebe spielen

### New York Film Critics Circle Award
- Bester Film: West Side Story von Robert Wise
- Beste Regie: Robert Rossen für Haie der Großstadt
- Bester Hauptdarsteller: Maximilian Schell in Urteil von Nürnberg
- Beste Hauptdarstellerin: Sophia Loren in Und dennoch leben sie
- Bester ausländischer Film: Das süße Leben von Federico Fellini

### National Board of Review
- Bester Film: Frage Sieben von Stuart Rosenberg
- Beste Regie: Jack Clayton für Schloß des Schreckens
- Bester Hauptdarsteller: Albert Finney in Samstagnacht bis Sonntagmorgen
- Beste Hauptdarstellerin: Geraldine Page in Sommer und Rauch
- Bester Nebendarsteller: Jackie Gleason in Haie der Großstadt
- Beste Nebendarstellerin: Ruby Dee in Ein Fleck in der Sonne
- Bester fremdsprachiger Film: Die Brücke von Bernhard Wicki

### Laurel Award
- Bestes Action-Drama: Alamo von John Wayne
  - Bester Action-Darsteller: John Wayne in Alamo
- Bestes Drama: Elmer Gantry von Richard Brooks
  - Bester dramatischer Darsteller: Burt Lancaster in Elmer Gantry
  - Beste dramatische Darstellerin: Shirley MacLaine in Das Appartement
- Beste Komödie: Das Appartement von Billy Wilder
  - Bester komödiantischer Darsteller: Jack Lemmon in Das Appartement
  - Beste komödiantische Darstellerin: Janet Leigh in Pepe – Was kann die Welt schon kosten
- Bestes Musical: Pepe – Was kann die Welt schon kosten von George Sidney
- Bester Unterhaltungsfilm: The AbsentMinded Professor von Robert Stevenson

### Weitere Filmpreise und Auszeichnungen
- Astor de Oro: Samstagnacht bis Sonntagmorgen von Karel Reisz
- Deutscher Kritikerpreis: Boy Gobert
- Directors Guild of America Award: Billy Wilder für Das Appartement, Frank Borzage (Lebenswerk)
- Ernst-Lubitsch-Preis: Gert Fröbe für Der Gauner und der liebe Gott
- Louis-Delluc-Preis: Mit meinen Augen von François Reichenbach
- Nastro d’Argento: Rocco und seine Brüder von Luchino Visconti und Das siebente Siegel von Ingmar Bergman
- Photoplay Award: Fieber im Blut von Elia Kazan (Bester Film), Troy Donahue (populärster männlicher Star), Connie Stevens (populärster weiblicher Star)
- Preis der deutschen Filmkritik: Das Spukschloß im Spessart von Kurt Hoffmann
- Festival Internacional de Cine de Donostia-San Sebastián: Der Besessene von Marlon Brando (Goldene Muschel)
- Writers Guild of America Award: Anruf genügt – komme ins Haus (Bestes Musical), Elmer Gantry (Bestes Drama), Das Appartement (Beste Komödie), George Seaton (Lebenswerk)

## Geburtstage

### Januar bis März
Januar

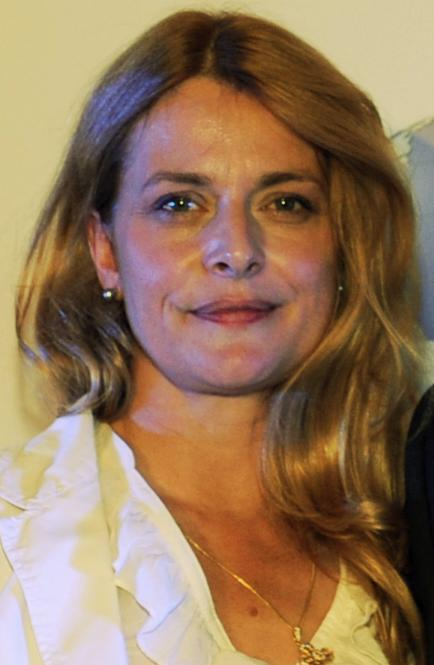
Nastassja Kinski (* 24. Januar)

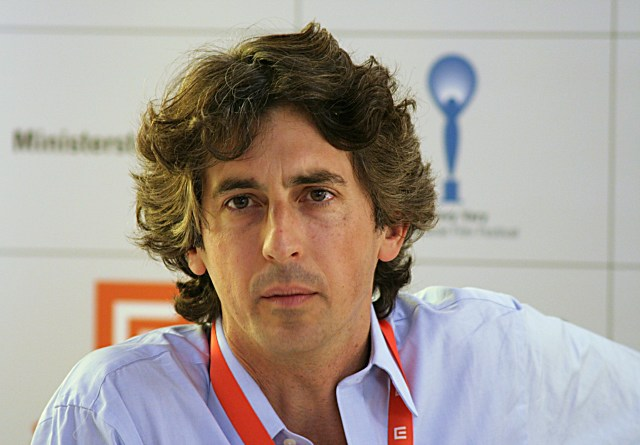
Alexander Payne (* 10. Februar)

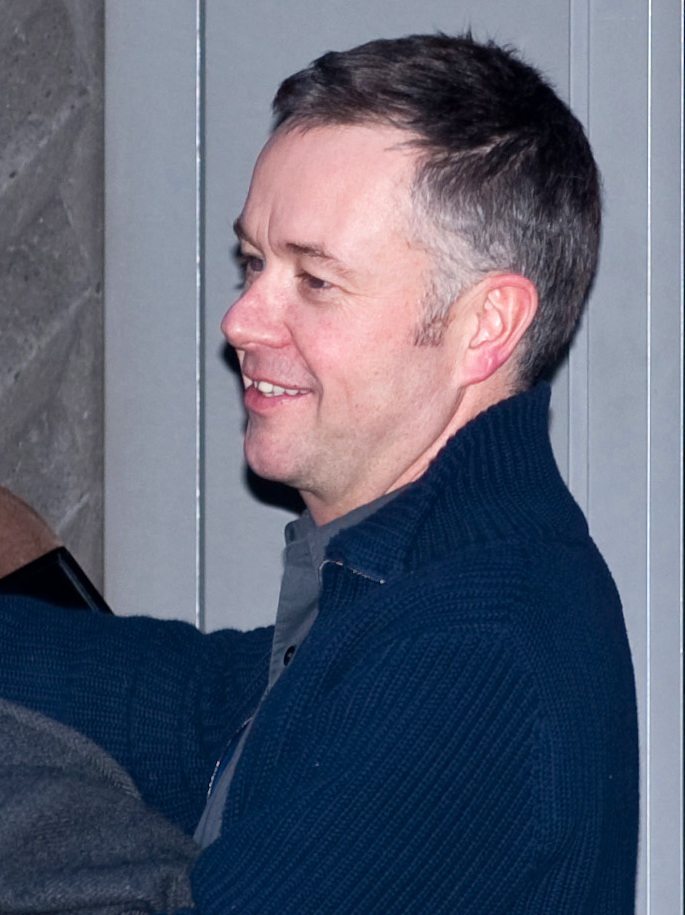
Michael Winterbottom (* 29. März)

- 07. Januar: Roland Suso Richter, deutscher Regisseur
- 08. Januar: Stephan Baumecker, deutscher Schauspieler
- 10. Januar: Evan Handler, US-amerikanischer Schauspieler
- 13. Januar: Julia Louis-Dreyfus, US-amerikanische Schauspielerin
- 17. Januar: Brian Helgeland, US-amerikanischer Drehbuchautor und Regisseur
- 19. Januar: Paul McCrane, US-amerikanischer Schauspieler
- 20. Januar: Janey Godley, britische Komikerin, Schauspielerin und Drehbuchautorin († 2024)
- 24. Januar: Nastassja Kinski, deutsche Schauspielerin
- 26. Januar: Julia Kent, deutsche Schauspielerin und Drehbuchautorin
- 30. Januar: Dexter Scott King, US-amerikanischer Dokumentarfilmer und Schauspieler († 2024)

Februar
- 01. Februar: Gabrielle Carteris, US-amerikanische Schauspielerin
- 02. Februar: Lauren Lane, US-amerikanische Schauspielerin
- 03. Februar: Keith Gordon, US-amerikanischer Schauspieler und Regisseur
- 05. Februar: Dietmar Bär, deutscher Schauspieler sowie Synchron- und Hörbuchsprecher
- 10. Februar: Alexander Payne, US-amerikanischer Regisseur
- 11. Februar: Carey Lowell, US-amerikanische Schauspielerin
- 16. Februar: Eric Red, US-amerikanischer Regisseur und Drehbuchautor
- 17. Februar: Gabriele Binder, deutsche Kostümbildnerin
- 21. Februar: Christopher Atkins, US-amerikanischer Schauspieler
- 24. Februar: Kasi Lemmons, US-amerikanische Schauspielerin und Regisseurin
- 28. Februar: Rae Dawn Chong, kanadische Schauspielerin

März
- 04. März: Steven Weber, US-amerikanischer Schauspieler
- 05. März: Jelena Jakowlewa, russische Schauspielerin
- 05. März: Dirk Schäfer, deutscher Regisseur und Dokumentarfilmer
- 08. März: Camryn Manheim, US-amerikanische Schauspielerin
- 11. März: Elias Koteas, kanadischer Schauspieler
- 14. März: Penny Johnson Jerald, US-amerikanische Schauspielerin
- 17. März: Casey Siemaszko, US-amerikanischer Schauspieler
- 18. März: Geoffrey Owens, US-amerikanischer Schauspieler
- 20. März: Maja Maranow, deutsche Schauspielerin
- 24. März: Nina Hoger, deutsche Schauspielerin
- 25. März: John Stockwell, US-amerikanischer Regisseur
- 28. März: Barbara Wussow, österreichische Schauspielerin
- 29. März: Amy Sedaris, US-amerikanische Schauspielerin
- 29. März: Michael Winterbottom, britischer Regisseur

### April bis Juni
April

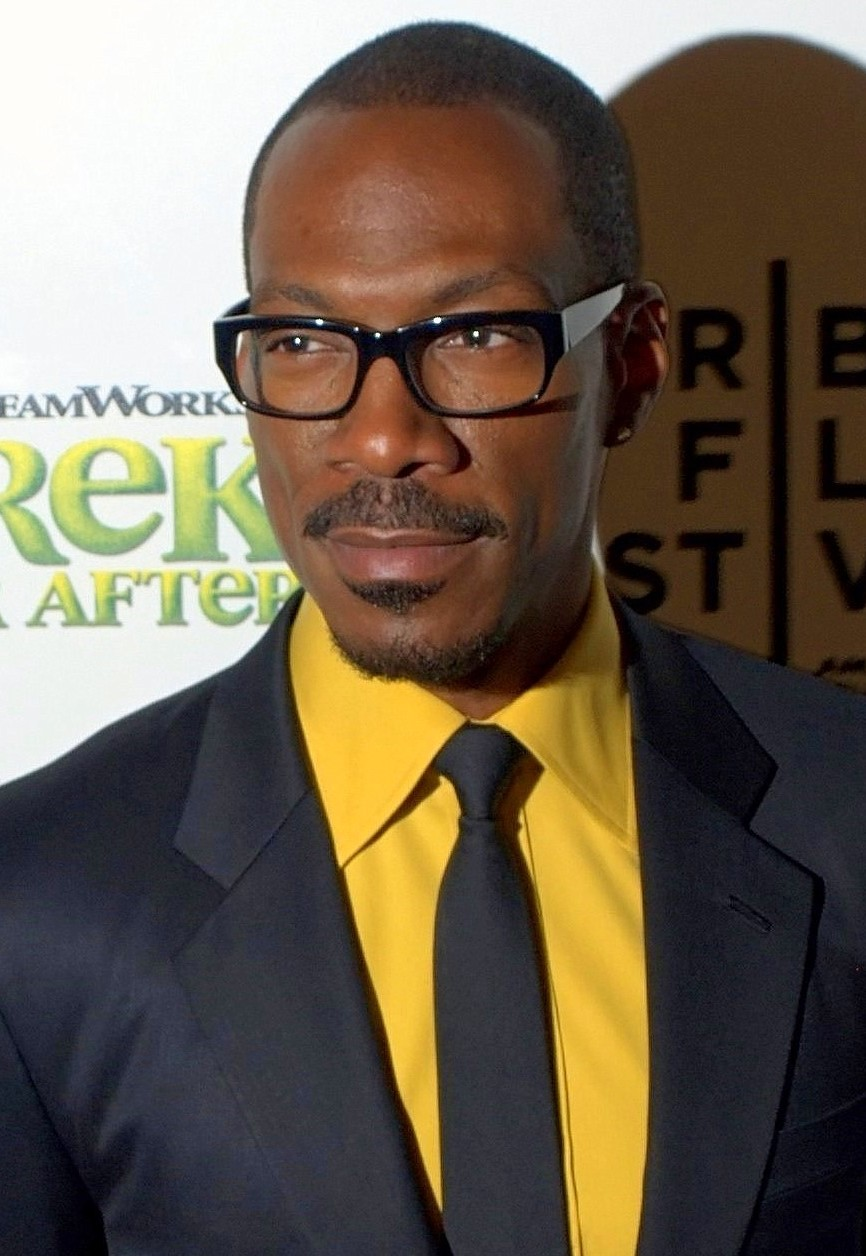
Eddie Murphy (* 3. April)

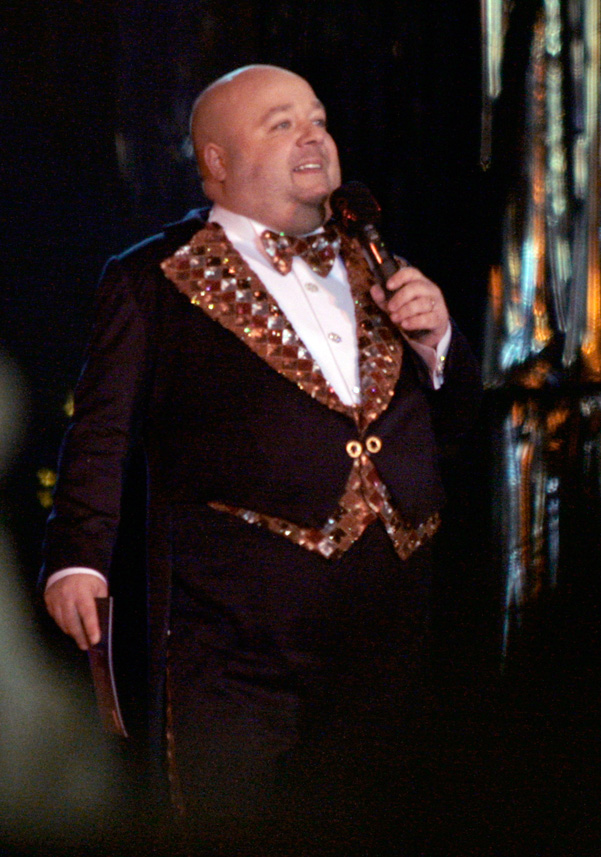
Dirk Bach (* 23. April)

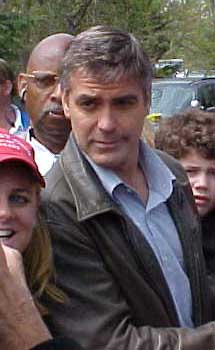
George Clooney (* 6. Mai)

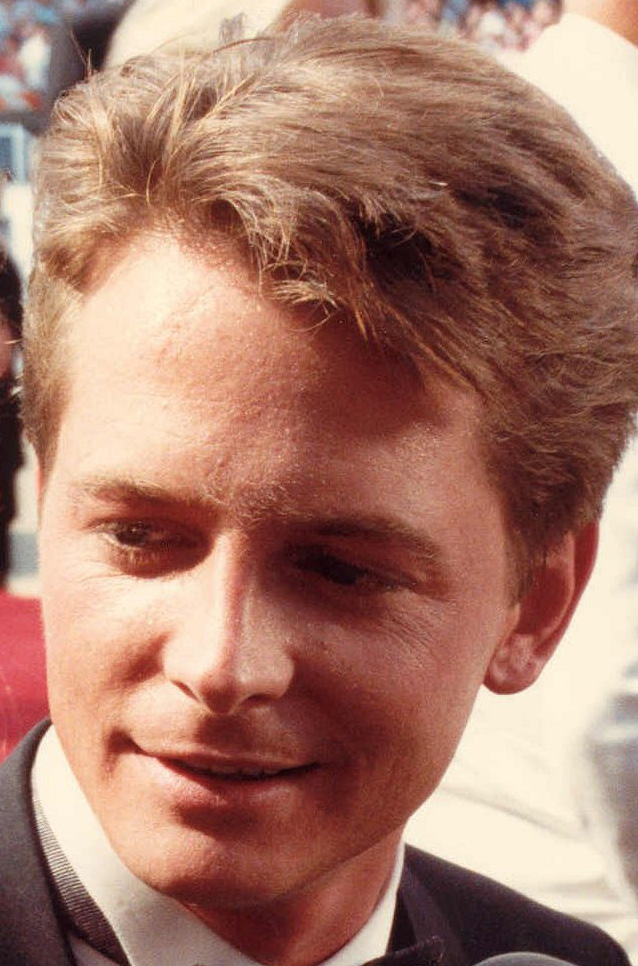
Michael J. Fox (* 9. Juni)

- 02. April: Christopher Meloni, US-amerikanischer Schauspieler
- 03. April: Elizabeth Gracen, US-amerikanische Schauspielerin
- 03. April: Eddie Murphy, US-amerikanischer Schauspieler
- 05. April: Andrea Arnold, britische Regisseurin
- 05. April: Lisa Zane, US-amerikanische Schauspielerin
- 11. April: Laurent Cantet, französischer Regisseur, Drehbuchautor und Kameramann († 2024)
- 14. April: Robert Carlyle, britischer Schauspieler
- 18. April: Jane Leeves, britische Schauspielerin
- 19. April: Serge Falck, belgisch-österreichischer Schauspieler
- 19. April: Catherine Lloyd Burns, US-amerikanische Schauspielerin
- 20. April: Konstantin Lawronenko, russischer Schauspieler
- 23. April: Dirk Bach, deutscher Schauspieler, Synchronsprecher, Moderator und Komiker († 2012)
- 26. April: Joan Chen, chinesisch-amerikanische Schauspielerin und Regisseurin
- 29. April: Michael Roll, deutscher Schauspieler und Synchronsprecher

Mai
- 02. Mai: Stephen Daldry, britischer Regisseur
- 06. Mai: George Clooney, US-amerikanischer Schauspieler
- 09. Mai: John Corbett, US-amerikanischer Schauspieler
- 10. Mai: Johanna ter Steege, niederländische Schauspielerin
- 14. Mai: Ulrike Folkerts, deutsche Schauspielerin
- 14. Mai: Tim Roth, britischer Schauspieler
- 15. Mai: Katrin Cartlidge, britische Schauspielerin († 2002)
- 15. Mai: Larry Holden, britischer Schauspieler († 2011)
- 17. Mai: Corey Johnson, US-amerikanischer Schauspieler
- 20. Mai: Owen Teale, britischer Schauspieler
- 22. Mai: Ann Cusack, US-amerikanische Schauspielerin
- 23. Mai: Bernhard Majcen, österreichischer Schauspieler
- 30. Mai: Sabine Vitua, deutsche Schauspielerin
- 31. Mai: Lea Thompson, US-amerikanische Schauspielerin

Juni
- 01. Juni: Sophie Rois, österreichische Schauspielerin
- 08. Juni: Janina Hartwig, deutsche Schauspielerin
- 09. Juni: Michael J. Fox, kanadischer Schauspieler
- 09. Juni: Aaron Sorkin, US-amerikanischer Drehbuchautor
- 10. Juni: Manny Coto, US-amerikanischer Drehbuchautor, Filmregisseur und Fernsehproduzent († 2023)
- 11. Juni: María Barranco, spanische Schauspielerin
- 17. Juni: Rolf Brederlow, deutscher Schauspieler († 2024)
- 17. Juni: Denis Lavant, französischer Schauspieler
- 17. Juni: Heike Trinker, deutsche Schauspielerin
- 21. Juni: Simone Brahmann, deutsche Schauspielerin und Synchronsprecherin
- 21. Juni: Petra Kalkutschke, deutsche Schauspielerin
- 24. Juni: Iain Glen, britischer Schauspieler
- 25. Juni: Timur Bekmambetow, kasachischer Regisseur
- 29. Juni: Sharon Lawrence, US-amerikanische Schauspielerin
- 30. Juni: Christian Wewerka, deutscher Schauspieler und Sprecher

### Juli bis September
Juli

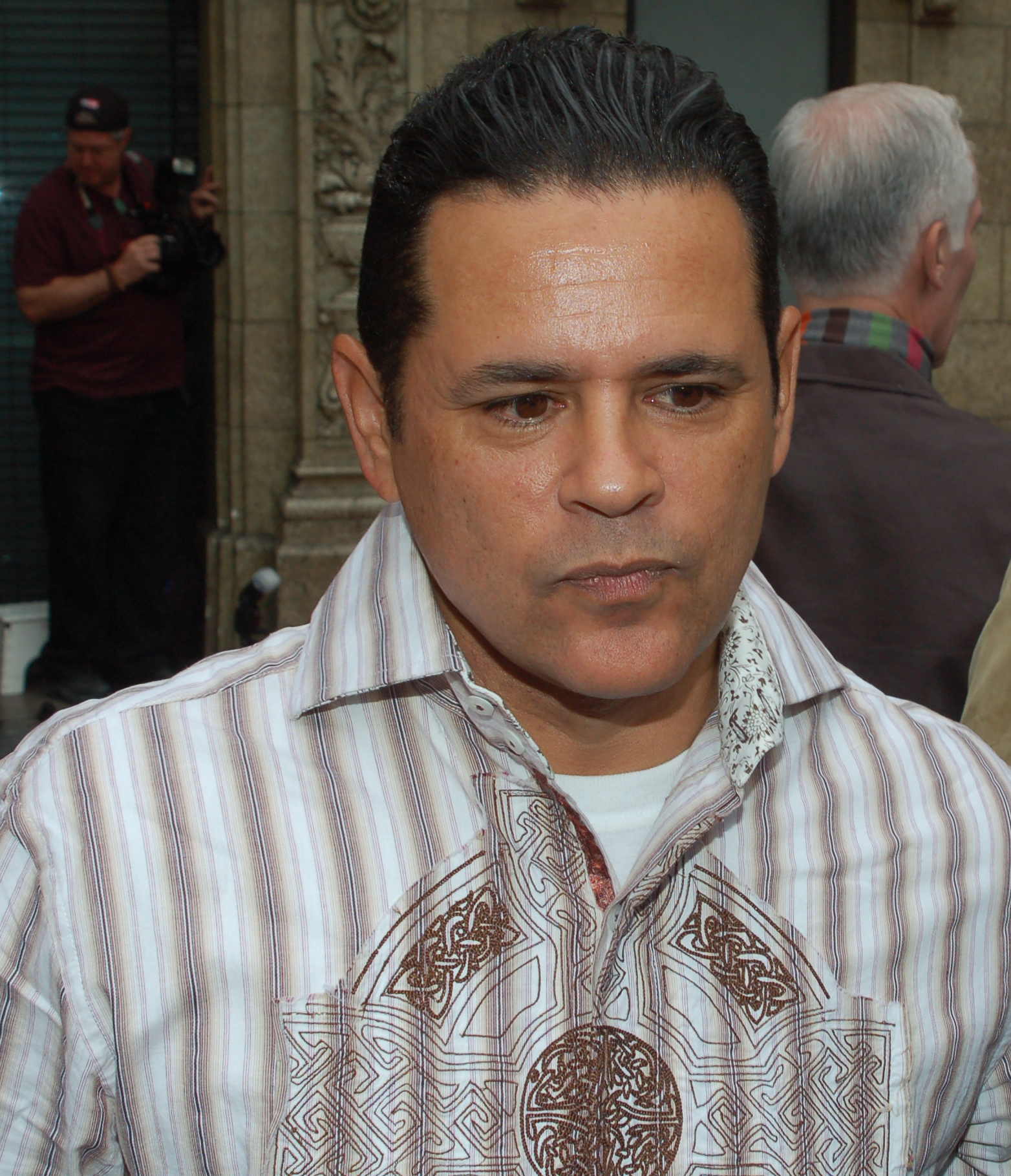
Raymond Cruz (* 9. Juli)

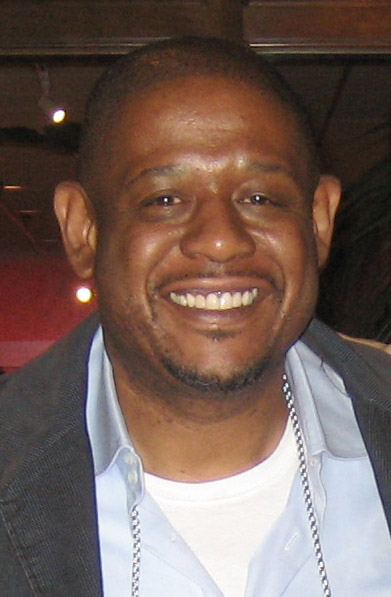
Forest Whitaker (* 15. Juli)

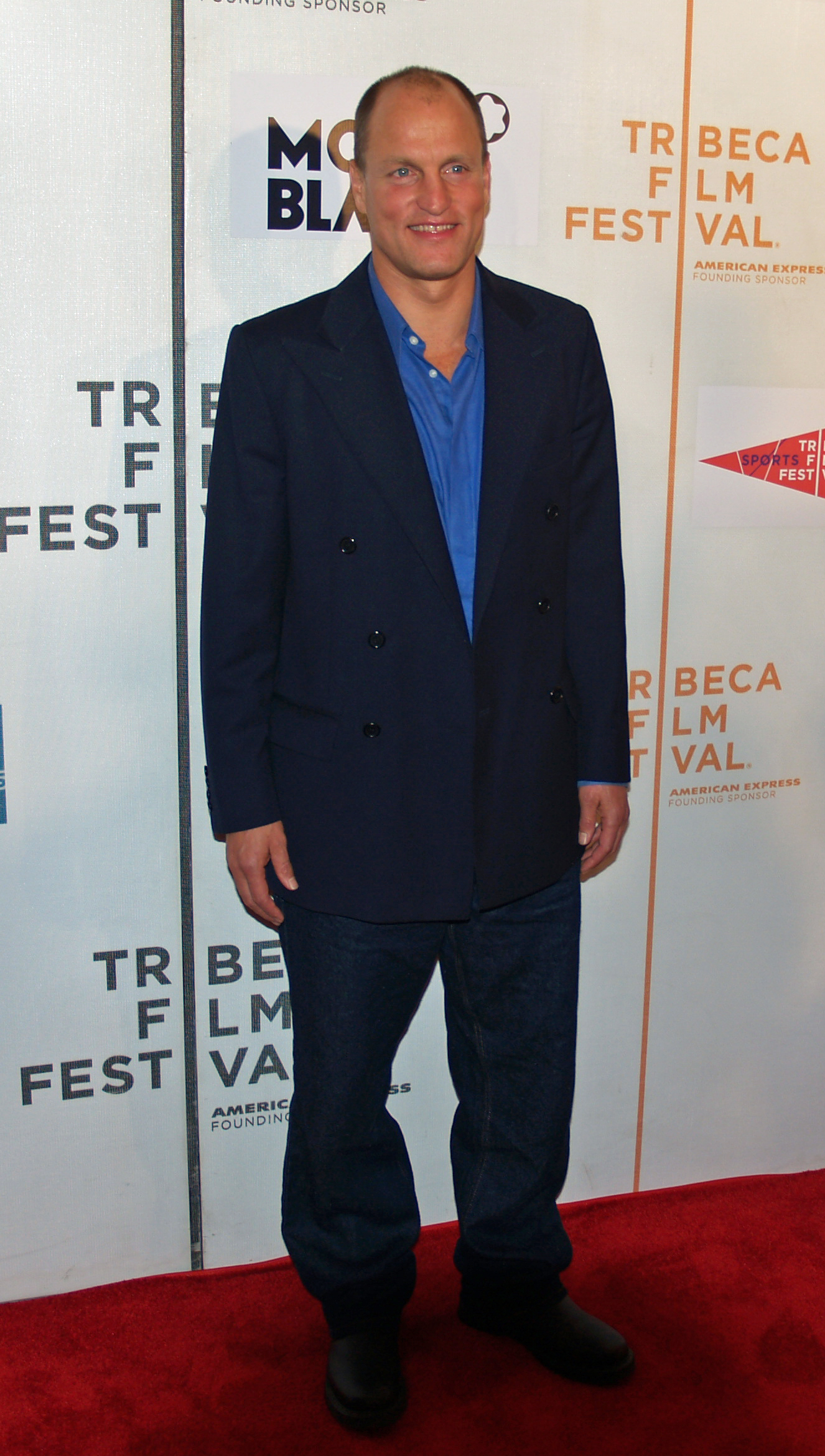
Woody Harrelson (* 23. Juli)

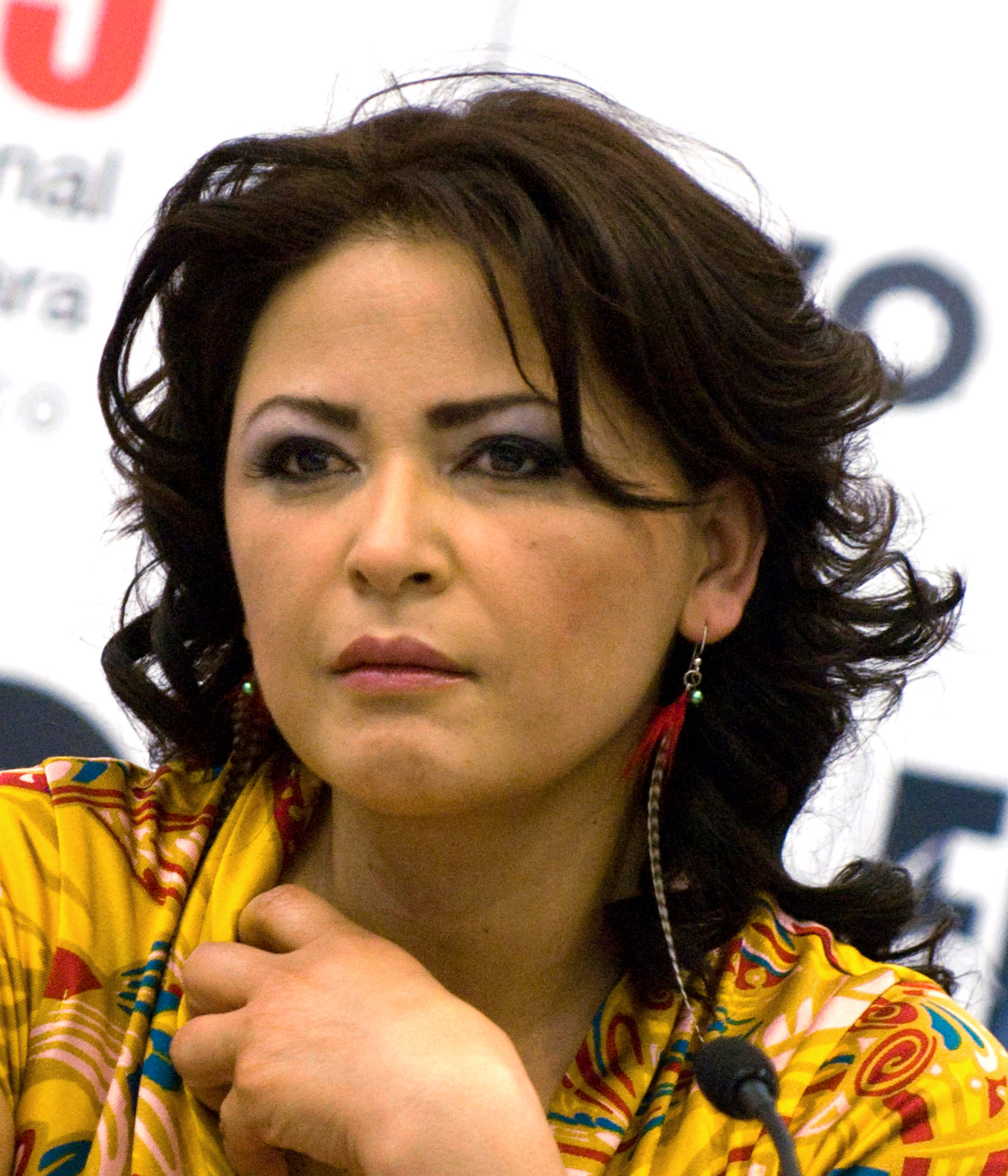
Elpidia Carrillo (* 16. August)

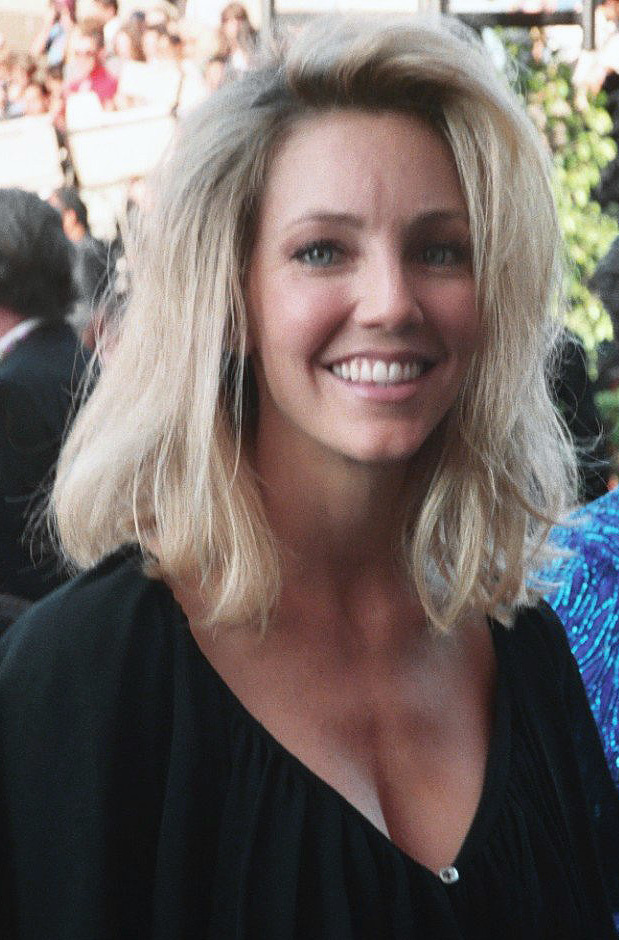
Heather Locklear (* 25. September)

- 01. Juli: Lesley Vickerage, britische Schauspielerin
- 02. Juli: Mark Billingham, britischer Autor und Schauspieler
- 02. Juli: Samy Naceri, französischer Schauspieler und Produzent
- 02. Juli: Alba Parietti, italienische Sängerin und Schauspielerin
- 05. Juli: Marlene Forte (* 1961), kubanisch-US-amerikanische Schauspielerin
- 06. Juli: Kimberly Foster, US-amerikanische Schauspielerin
- 07. Juli: Eckhard Preuß, deutscher Schauspieler, Drehbuchautor und Regisseur
- 08. Juli: Wally Pfister, US-amerikanischer Kameramann
- 09. Juli: Raymond Cruz, US-amerikanischer Schauspieler
- 09. Juli: Martin Halm, deutscher Schauspieler und Synchronsprecher
- 10. Juli: Jacky Cheung, hongkong-chinesischer Schauspieler und Sänger
- 12. Juli: Stef Bos, niederländischer Sänger und Schauspieler
- 12. Juli: Heike-Melba Fendel, deutsche Schauspielerin
- 14. Juli: Jackie Earle Haley, US-amerikanischer Schauspieler
- 14. Juli: Patricia Schlesinger, deutsche Fernsehmoderatorin
- 15. Juli: Lolita Davidovich, kanadische Schauspielerin
- 15. Juli: Jean-Christophe Grangé, französischer Drehbuchautor
- 15. Juli: Forest Whitaker, US-amerikanischer Schauspieler, Produzent und Regisseur
- 16. Juli: Tony Ayres, australischer Drehbuchautor und Regisseur
- 17. Juli: Henning Lohner, deutscher Regisseur und Komponist
- 17. Juli: Zbigniew Zamachowski, polnischer Schauspieler
- 18. Juli: Elizabeth McGovern, US-amerikanische Schauspielerin
- 18. Juli: Lew Schneider, US-amerikanischer Produzent, Drehbuchautor und Schauspieler
- 19. Juli: Hideo Nakata, japanischer Regisseur und Produzent
- 19. Juli: Campbell Scott, US-amerikanischer Schauspieler
- 23. Juli: Woody Harrelson, US-amerikanischer Schauspieler
- 25. Juli: Herbert Föttinger, österreichischer Schauspieler
- 25. Juli: Katherine Kelly Lang, US-amerikanische Schauspielerin
- 27. Juli: John Putch, US-amerikanischer Schauspieler und Regisseur
- 30. Juli: Laurence Fishburne, US-amerikanischer Schauspieler
- 31. Juli: Isabel Varell, deutsche Sängerin, Schauspielerin, Musicaldarstellerin und Fernsehmoderatorin

August
- 01. August: Dana Sparks, US-amerikanische Schauspielerin
- 03. August: Molly Hagan, US-amerikanische Schauspielerin
- 04. August: Lauren Tom, US-amerikanische Schauspielerin
- 05. August: Tawny Kitaen, US-amerikanische Schauspielerin
- 05. August: Janet McTeer, britische Schauspielerin
- 05. August: Clayton Rohner, US-amerikanischer Schauspieler
- 09. August: Amy Stiller, US-amerikanische Schauspielerin
- 16. August: Elpidia Carrillo, mexikanische Schauspielerin
- 17. August: Kati Outinen, finnische Schauspielerin
- 18. August: Birol Ünel, deutsch-türkischer Schauspieler († 2020)
- 19. August: Francesca Comencini, italienische Regisseurin
- 23. August: Alexandre Desplat, französischer Komponist
- 25. August: Ally Walker, US-amerikanische Schauspielerin
- 25. August: Joanne Whalley, britische Schauspielerin
- 29. August: Philipp Moog, deutscher Schauspieler

September
- 04. September: Cédric Klapisch, französischer Regisseur und Schauspieler
- 07. September: Jochen Horst, deutscher Schauspieler
- 11. September: Virginia Madsen, US-amerikanische Schauspielerin
- 14. September: Martina Gedeck, deutsche Schauspielerin
- 18. September: James Gandolfini, US-amerikanischer Schauspieler († 2013)
- 19. September: Susanne Holst, deutsche Moderatorin
- 19. September: Ross Kettle, südafrikanisch-amerikanischer Schauspieler und Regisseur
- 19. September: Kai Wessel, deutscher Regisseur
- 21. September: Thomas Klemm, deutscher Komponist
- 21. September: Serena Scott Thomas, britische Schauspielerin
- 21. September: Nancy Travis, US-amerikanische Schauspielerin
- 22. September: Scott Baio, US-amerikanischer Schauspieler
- 22. September: Bonnie Hunt, US-amerikanische Schauspielerin
- 22. September: Catherine Oxenberg, US-amerikanische Schauspielerin
- 23. September: Chi McBride, US-amerikanischer Schauspieler
- 23. September: Elizabeth Peña, US-amerikanische Schauspielerin
- 24. September: Pierre Cosso, französischer Schauspieler
- 24. September: John Logan, US-amerikanischer Drehbuchautor
- 24. September: Michael Tavera, US-amerikanischer Komponist
- 25. September: Heather Locklear, US-amerikanische Schauspielerin
- 27. September: Andy Lau, chinesischer Schauspieler
- 29. September: Tobias Hoesl, deutscher Schauspieler
- 30. September: Eric Stoltz, US-amerikanischer Schauspieler

### Oktober bis Dezember
Oktober

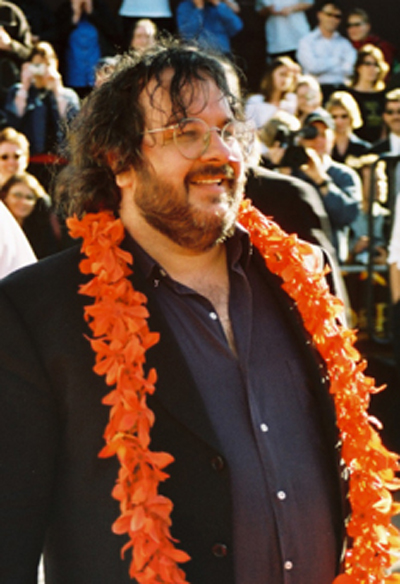
Peter Jackson (* 31. Oktober)

- 03. Oktober: Alexei Pawlowitsch Schipenko, russischer Drehbuchautor
- 04. Oktober: David W. Harper, US-amerikanischer Schauspieler
- 07. Oktober: Matthias Brandt, deutscher Schauspieler
- 09. Oktober: Peter Øvig Knudsen, dänischer Drehbuchautor
- 10. Oktober: Danuta Stenka, polnische Schauspielerin
- 11. Oktober: Hany Abu-Assad, niederländisch-palästinensischer Regisseur
- 11. Oktober: Alfred Dorfer, österreichischer Schauspieler
- 13. Oktober: Abderrahmane Sissako, mauretanischer Regisseur und Produzent
- 13. Oktober: Volker A. Zahn, deutscher Drehbuchautor
- 16. Oktober: Marc Levy, französischer Schriftsteller, Schauspieler und Produzent
- 19. Oktober: Burkhard C. Kosminski, deutscher Regisseur und Schauspieler
- 23. Oktober: David Kitay, US-amerikanischer Filmkomponist
- 24. Oktober: Wolfgang Herold, deutscher Produzent und Sound Supervisor
- 26. Oktober: Cyrus David, deutscher Schauspieler, Regisseur und Moderator
- 26. Oktober: Dylan McDermott, US-amerikanischer Schauspieler
- 29. Oktober: Regina Sattler, österreichische Schauspielerin
- 31. Oktober: Peter Jackson, neuseeländischer Regisseur

November
- 04. November: Ralph Macchio, US-amerikanischer Schauspieler
- 14. November: Lucas Belvaux, belgischer Schauspieler, Regisseur und Drehbuchautor
- 14. November: Daniel Bernard Sweeney, US-amerikanischer Schauspieler
- 16. November: Andrea Prodan, italienischer Schauspieler
- 18. November: Nick Chinlund, US-amerikanischer Schauspieler
- 20. November: Phil Joanou, US-amerikanischer Regisseur
- 22. November: Mariel Hemingway, US-amerikanische Schauspielerin
- 25. November: Ted Elliott, US-amerikanischer Drehbuchautor
- 27. November: Samantha Bond, britische Schauspielerin
- 27. November: Steve Oedekerk, US-amerikanischer Schauspieler, Regisseur und Drehbuchautor
- 28. November: Martin Clunes, britischer Schauspieler
- 28. November: Alfonso Cuarón, mexikanischer Regisseur
- 28. November: Jonathan Mostow, US-amerikanischer Regisseur und Produzent
- 29. November: Tom Sizemore, US-amerikanischer Schauspieler († 2023)
- 30. November: Diego Wallraff, deutscher Schauspieler
- 30. November: Paul Schulze, US-amerikanischer Schauspieler

Dezember
- 01. Dezember: Lito Vitale, argentinischer Komponist
- 09. Dezember: Fethi Haddaoui, tunesischer Schauspieler, Filmproduzent und Drehbuchautor (☪ 2024)
- 09. Dezember: David Anthony Higgins, US-amerikanischer Schauspieler und Drehbuchautor
- 09. Dezember: Joe Lando, US-amerikanischer Schauspieler
- 10. Dezember: Nia Peeples, US-amerikanische Schauspielerin
- 11. Dezember: Kimberly Scott, US-amerikanische Schauspielerin
- 12. Dezember: Sarah Sutton, britische Schauspielerin
- 16. Dezember: Shane Black, US-amerikanischer Drehbuchautor und Regisseur
- 16. Dezember: Sam Robards, US-amerikanischer Schauspieler
- 16. Dezember: Jon Tenney, US-amerikanischer Schauspieler
- 19. Dezember: Scott Cohen, US-amerikanischer Schauspieler
- 24. Dezember: Wade Williams, US-amerikanischer Schauspieler
- 25. Dezember: Stefan Ruzowitzky, österreichischer Regisseur
- 26. Dezember: John Lynch, britischer Schauspieler
- 26. Dezember: Tahnee Welch, US-amerikanische Schauspielerin

### Tag unbekannt
- Uwe Preuss, deutscher Schauspieler
- Frank Leo Schröder, deutscher Schauspieler
- Susi Stach, österreichische Schauspielerin

## Verstorbene

### Januar bis März

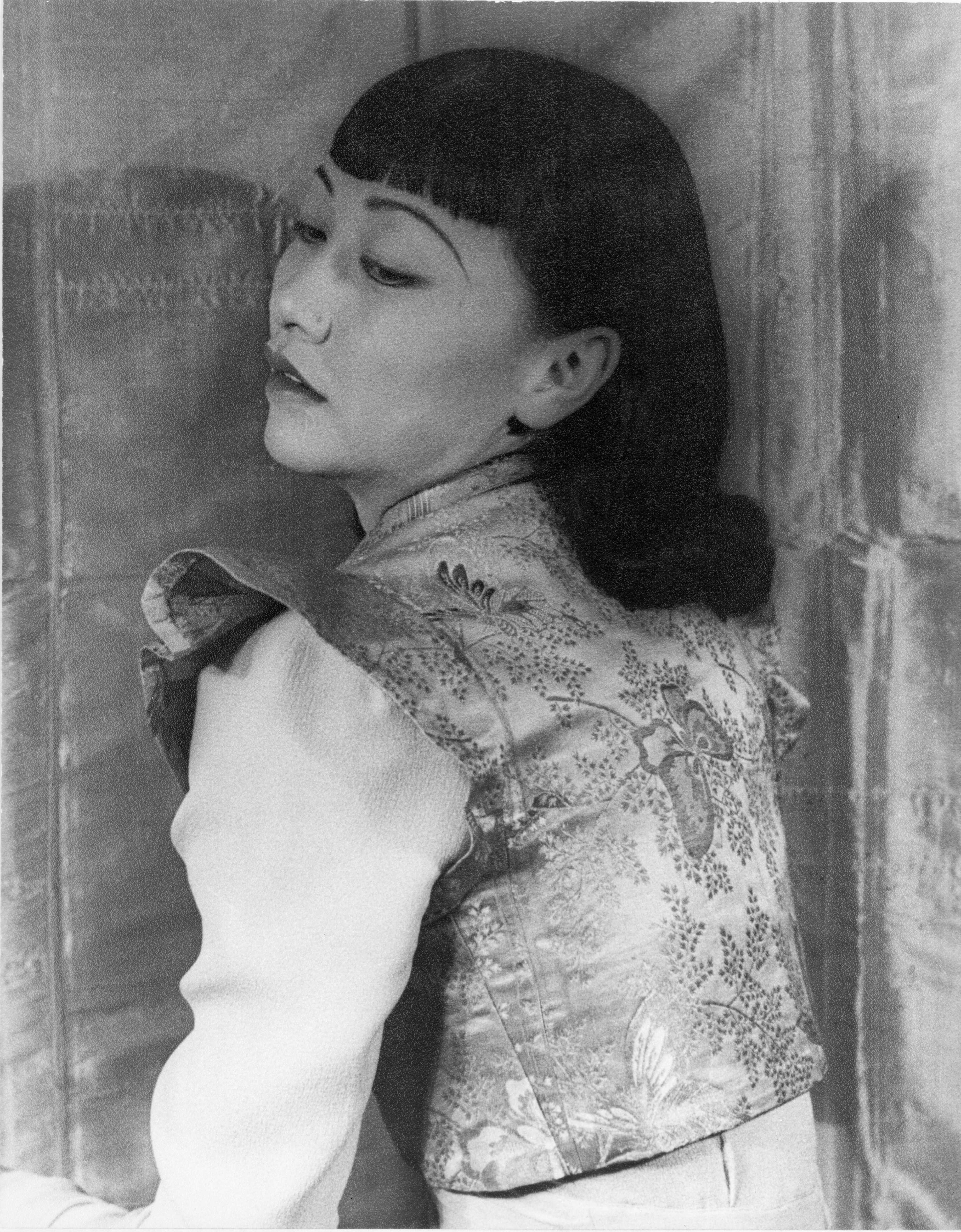
Anna May Wong († 2. Februar)

- 10. Januar: Dashiell Hammett, US-amerikanischer Krimiautor (* 1894)
- 14. Januar: Barry Fitzgerald, irischer Schauspieler (* 1888)
- 14. Januar: Ernest Thesiger, britischer Schauspieler (* 1879)
- 19. Januar: Charlotte Daudert, deutsche Schauspielerin (* 1913)

- 02. Februar: Anna May Wong, US-amerikanische Schauspielerin (* 1905)
- 05. Februar: Ludwig Meybert, deutscher Schauspieler, Theaterregisseur und Hörspielsprecher (* 1893)
- 17. Februar: Nita Naldi, US-amerikanische Schauspielerin (* 1894)
- 24. Februar: Harry J. Wild, US-amerikanischer Kameramann (* 1901)

- 12. März: Belinda Lee, britische Schauspielerin (* 1935)
- 12. März: Hedwig Wangel, deutsche Schauspielerin (* 1875)

### April bis Juni

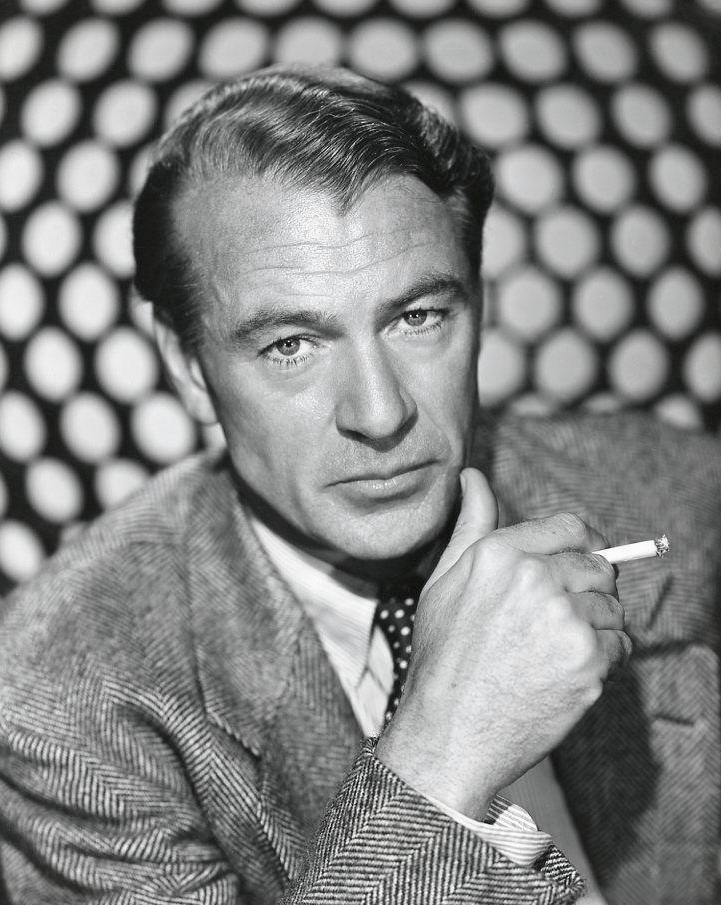
Gary Cooper († 13. Mai)

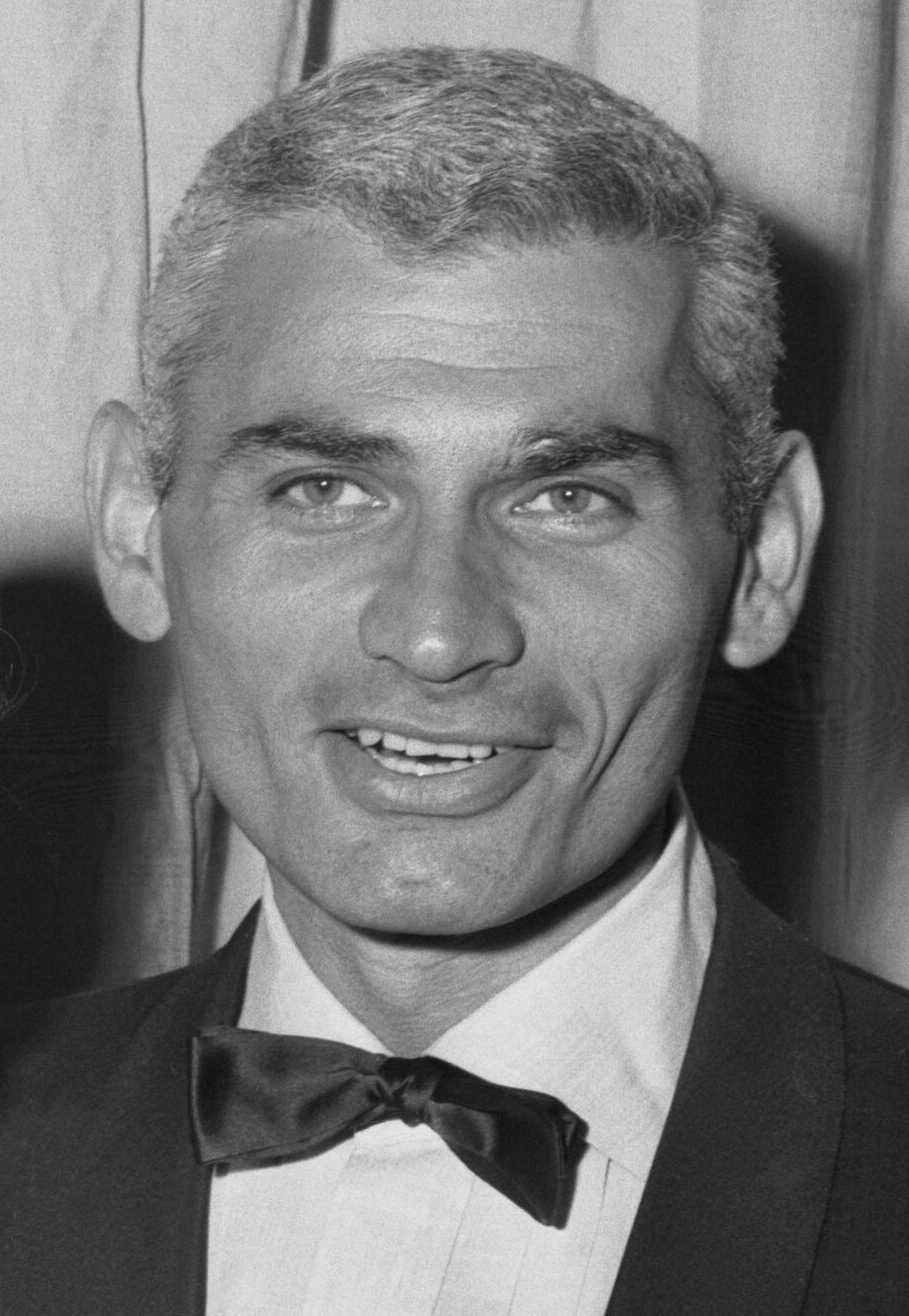
Jeff Chandler († 17. Juni)

- 000April: Rudolf Reiff, deutscher Schauspieler (* 1901)
- 25. April: George Melford, US-amerikanischer Schauspieler und Regisseur (* 1877)
- 26. April: Gustav Ucicky, österreichischer Regisseur (* 1899)
- 27. April: Roy Del Ruth, US-amerikanischer Regisseur (* 1893)

- 01. Mai: Hugo Werner-Kahle, deutscher Schauspieler (* 1882)
- 10. Mai: Luciano Doria, italienischer Produzent und Regisseur (* 1891)
- 13. Mai: Gary Cooper, US-amerikanischer Schauspieler (* 1901)
- 20. Mai: Hilde Schneider, deutsche Schauspielerin (* 1914)
- 22. Mai: Edward F. Cline, US-amerikanischer Regisseur (* 1892)
- 30. Mai: Else Bassermann, deutsche Schauspielerin und Drehbuchautorin (* 1878)

- 03. Juni: John Stone, US-amerikanischer Produzent und Drehbuchautor (* 1888)
- 05. Juni: Curt Johannes Braun, deutscher Drehbuchautor (* 1903)
- 10. Juni: Harry Hermann Spitz, deutscher Rundfunkredakteur und Orchesterleiter (* 1899)
- 14. Juni: Eddie Polo, US-amerikanischer Schauspieler und Regisseur (* 1875)
- 17. Juni: Jeff Chandler, US-amerikanischer Schauspieler (* 1918)
- 30. Juni: Lee de Forest, US-amerikanischer Erfinder und Filmtechnikpionier (* 1873)
- 30. Juni: Kurt Meister, deutscher Schauspieler, Regisseur, Autor und Hörspielsprecher (* 1901)

### Juli bis September

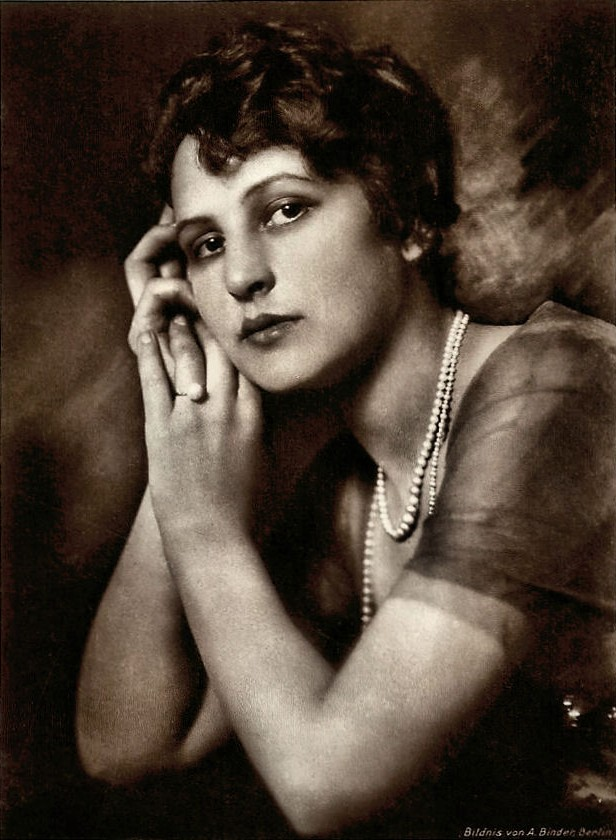
Dagny Servaes († 10. Juli)

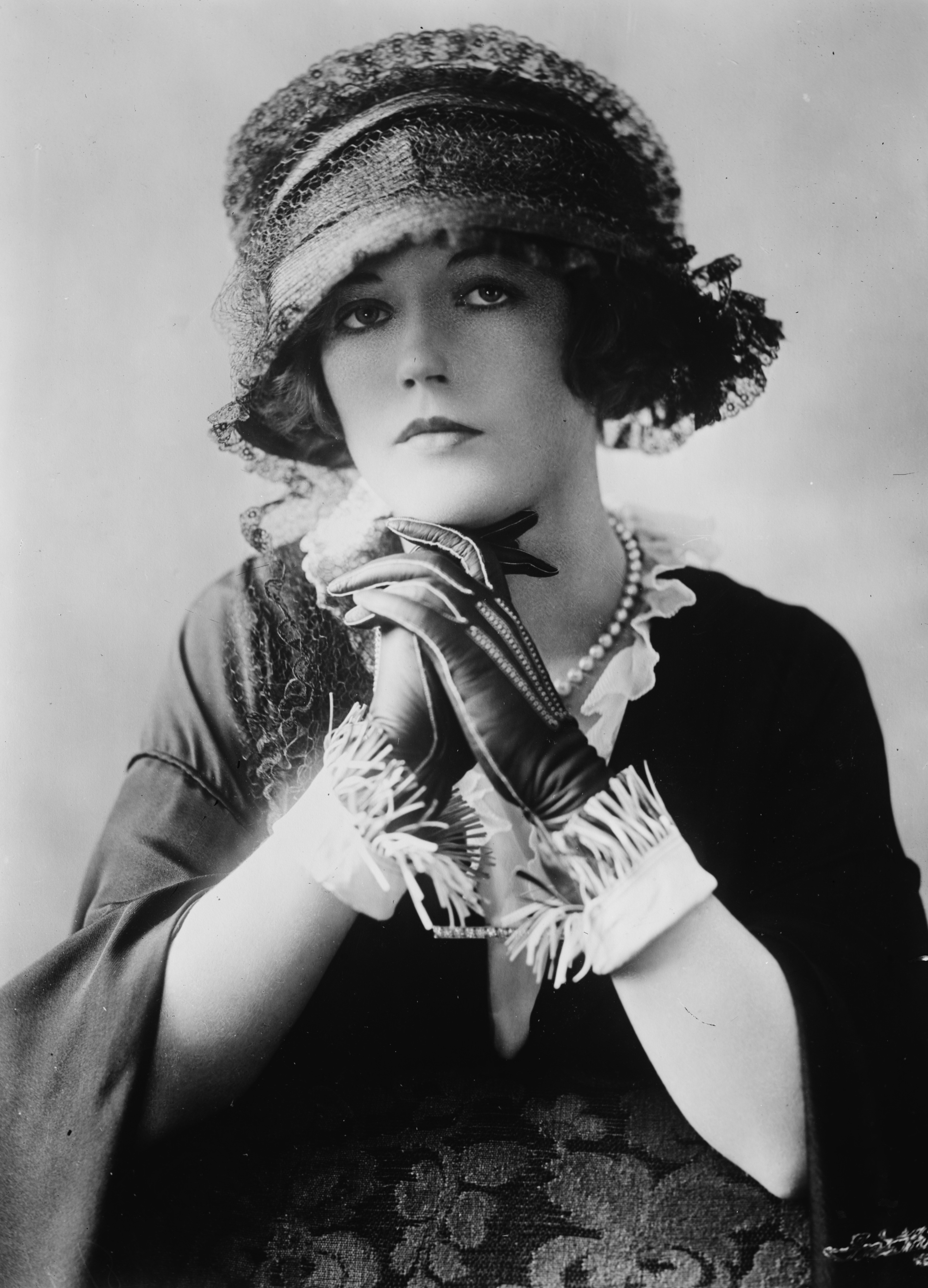
Marion Davies († 22. September)

- 01. Juli: Maria Wendt, deutsche Schauspielerin (* 1876)
- 02. Juli: Ernest Hemingway, US-amerikanischer Schriftsteller und Drehbuchautor (* 1899)
- 04. Juli: Franklyn Farnum, US-amerikanischer Schauspieler (* 1878)
- 10. Juli: Peter Preses, österreichischer Schauspieler und Drehbuchautor (* 1907)
- 10. Juli: Dagny Servaes, deutsch-österreichische Schauspielerin (* 1894)
- 18. Juli: Alfréd Deésy, ungarischer Regisseur und Schauspieler (* 1877)
- 22. Juli: Eduard von Winterstein, deutscher Schauspieler (* 1871)
- 23. Juli: Valentine Davies, US-amerikanischer Drehbuchautor (* 1905)

- 02. August: Alfred Kunz, österreichische Bühnen- und Kostümbildner (* 1894)
- 03. August: Bruno Lopinski, deutscher Schauspieler, Aufnahme- und Produktionsleiter (* 1877)
- 04. August: Maurice Tourneur, französischer Regisseur (* 1873)
- 11. August: Géza von Bolváry, ungarischer Regisseur (* 1897)
- 27. August: Gail Russell, US-amerikanische Schauspielerin (* 1924)
- 30. August: Charles Coburn, US-amerikanischer Schauspieler (* 1877)

- 10. September: Leo Carrillo, US-amerikanischer Schauspieler (* 1881)
- 20. September: Andrzej Munk, polnischer Regisseur (* 1921)
- 22. September: Marion Davies, US-amerikanische Schauspielerin (* 1897)
- 22. September: Henry Lorenzen, dänischer Schauspieler (* 1899)
- 22. September: Roland Schacht, deutscher Filmkritiker und Drehbuchautor (* 1888)
- 22. September: Albin Skoda, österreichischer Schauspieler (* 1909)
- 23. September: Seymour Nebenzahl, deutsch-amerikanischer Produzent (* 1897)

### Oktober bis Dezember

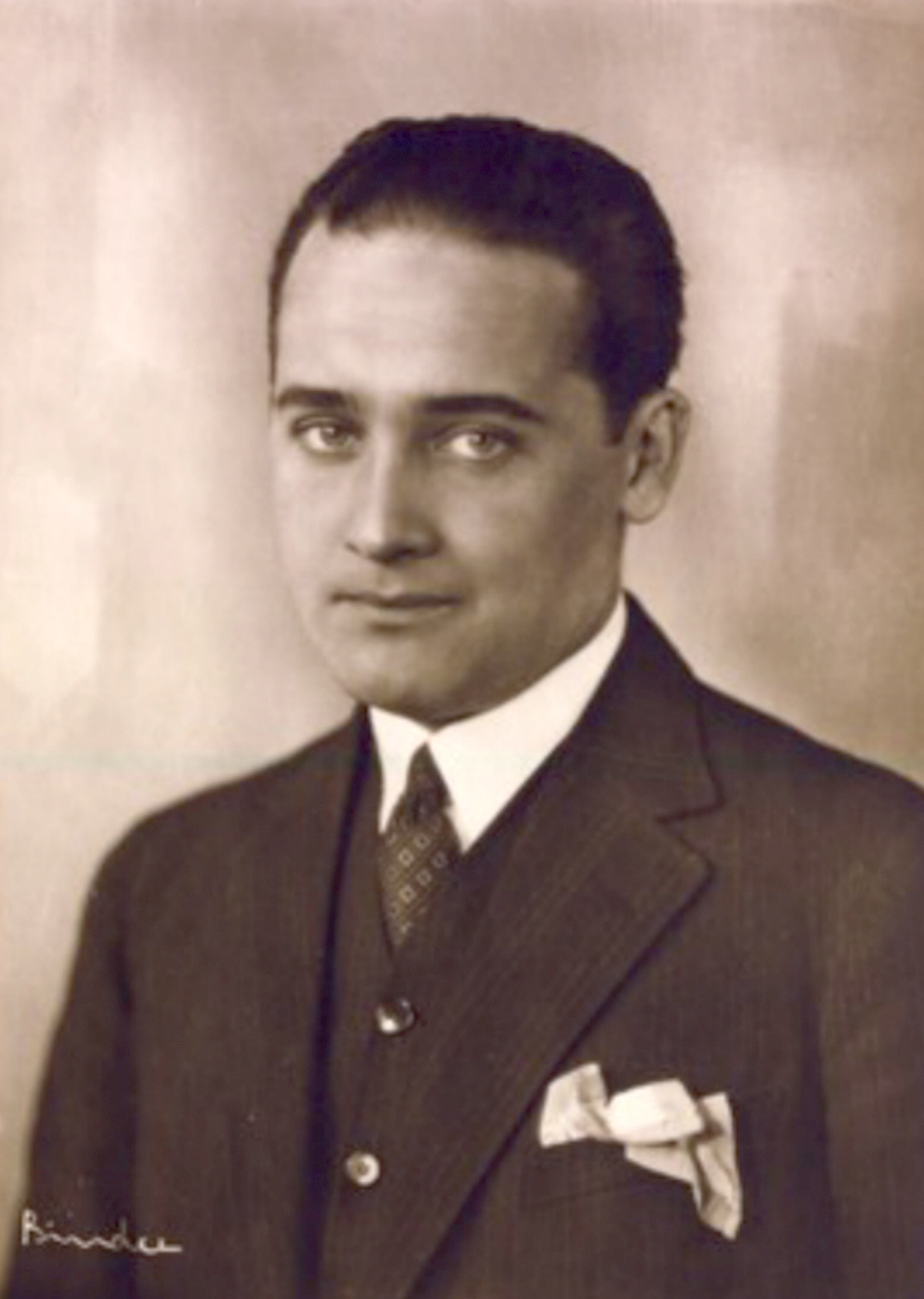
Max Hansen († 13. November)

- 04. Oktober: Kurt Bobeth Bolander, deutscher Schauspieler (* 1896)
- 10. Oktober: Lewin Fitzhamon, britischer Regisseur (* 1869)
- 11. Oktober: Chico Marx, US-amerikanischer Komiker und Mitglied der Marx Brothers (* 1887)
- 13. Oktober: Maya Deren, US-amerikanische Avantgarde-Regisseurin und Filmtheoretikerin (* 1917)
- 13. Oktober: Zoltan Korda, ungarisch-britischer Regisseur (* 1895)
- 18. Oktober: Hans Heinz Theyer, österreichischer Kameramann (* 1910)
- 22. Oktober: Joseph Schenck, US-amerikanischer Manager und Produzent (* 1878)
- 23. Oktober: Raúl Cancio, spanischer Schauspieler (* 1911)
- 29. Oktober: Guthrie McClintic, US-amerikanischer Schauspieler und Produzent (* 1893)

- 03. November: Eduard Köck, österreichischer Schauspieler (* 1882)
- 05. November: Elsie Ferguson, US-amerikanische Schauspielerin (* 1883)
- 13. November: Max Hansen, dänischer Schauspieler und Sänger (* 1897)
- 24. November: Ruth Chatterton, US-amerikanische Schauspielerin (* 1892)
- 28. November: Arthur Melbourne-Cooper, britischer Produzent und Filmpionier (* 1874)

- 14. Dezember: Aribert Wäscher, deutscher Schauspieler (* 1895)
- 30. Dezember: Paul Richter, österreichischer Schauspieler (* 1895)